# Francisco de Bourbon, Príncipe de Conti
Francisco de Bourbon, Príncipe de Conti (em francês:  François de Bourbon, Prince de Conti; 19 de agosto de 1558 – 3 de agosto de 1614) era o terceiro filho de Luís I de Bourbon, Príncipe de Condé, o primeiro dos Condé, um ramo cadete da Casa de Bourbon, e da sua mulher Leonor de Roye). Foi-lhe dado o título de Marquês de Conti que, entre 1581 e 1597, foi elevado a Príncipe. O título de Príncipe de Conti era meramente honorífico nem tinha associado qualquer jurisdição territorial.

## Biografia
Francisco nasceu em La Ferté-sous-Jouarre, na região de Île-de-France. Pertencia a um ramo cadete da Casa de Bourbon, e o seu primo co-irmão era o futuro Henrique IV de França. Criado numa família amplamente Protestante, a sua mãe morreu em 1564, seguida do pai em 1569. O seu pai voltara a casar com Francisca de Orleães, Mademoiselle de Longueville em 1565 e tivera mais três filhos: Carlos, Conde de Soissons foi o único a sobreviver à infância.
Francisco de Conti, parece não ter tomado parte nas Guerras da religião francesas até 1587, ano em que perdeu a confiança em Henrique de Lorena, Duque de Guise provocando que se declarasse contra a Liga apoiando o seu primo Henrique de Bourbon, Rei de Navarra, o futuro rei Henrique IV de França.
Em 1589, após o assassinato do rei Henrique III de França, ele foi um dos dois Príncipes de Sangue que assinaram a declaração reconhecendo Henrique IV como rei, continuando a apoiá-lo apesar dele próprio ser considerado um candidato ao trono após a morte de Carlos, Cardeal de Bourbon em 1590.

### Casamentos e descendência
Francisco casou em primeiras núpcias com Joana de Coesme, herdeira dos senhorios de Lucé e de Bonnétable, viúva do Conde de Montafié de quem tivera Ana de Montafié, Condessa of Clermont-en-Beauvaisis. O casamento realizou-se no Palácio do Louvre em 17 de dezembro de 1581, tendo Joana morrido em 1601 sem geração.
A 24 de julho de 1605 Francisco casou em segundas núpcias com Luísa Margarida de Lorena (1588–1631), filha do Duque de Guise, Henrique I, e de Catarina de Cleves, que era desejada por Henrique IV. O casal casou no  Castelo de Meudon. Francisco veio a falecer em 1614 e o título de Príncipe de Conti não foi atribuído após a sua morte (a sua única filha, Maria, falecera antes do pai) :
- Maria de Bourbon (Marie) (8 de março de 1610 – 20 de março de 1610) morta na infância.

Francisco teve também um filho ilegítimo:
- Nicolau de Conti (Nicolas), chamado le batard de Conti[1] (morto em 1648), abade de Gramont.

A sua viúva ligou-se a Maria de Médici, de quem recebeu muitos favores, tendo secretamente casado com Francisco de Bassompierre a quem se juntou na conspiração contra o Cardeal Richelieu. Após a descoberta da conspiração, o cardeal exilou-a para a sua propriedade de Eu, perto de Amiens, onde faleceu. A princesa escreveu "Aventures de la cour de Perse", onde, sob um fundo de cenas e nomes fictícios, conta a história dos tempos em que viveu.